# Santiago Puriatzícuaro
Santiago Puriatzícuaro är en ort i Mexiko.   Den ligger i kommunen Maravatío och delstaten Michoacán de Ocampo, i den södra delen av landet, 160 km väster om huvudstaden Mexico City. Santiago Puriatzícuaro ligger 2 487 meter över havet och antalet invånare är 3 660.
Terrängen runt Santiago Puriatzícuaro är lite bergig. Runt Santiago Puriatzícuaro är det ganska tätbefolkat, med 104 invånare per kvadratkilometer. Närmaste större samhälle är Maravatío, 15,1 km öster om Santiago Puriatzícuaro. I omgivningarna runt Santiago Puriatzícuaro växer huvudsakligen savannskog.